# Ranvik (Südgeorgien)
Ranvik ist eine Bucht an der Südküste Südgeorgiens. Sie liegt 5,5 km südöstlich der Diaz Cove.
Der South Georgia Survey kartierte sie im Rahmen seiner von 1951 bis 1957 dauernden Vermessungskampagne. Der Name der Bucht ist seit langem etabliert, der Benennungshintergrund jedoch nicht überliefert.